# Cosmosoma hercynita
Cosmosoma hercynita är en fjärilsart som beskrevs av Max Wilhelm Karl Draudt 1931. Cosmosoma hercynita ingår i släktet Cosmosoma och familjen björnspinnare. Inga underarter finns listade i Catalogue of Life.